# Jeremy Renner
Jeremy Lee Renner (Modesto, 7 de janeiro de 1971) é um ator, produtor cinematográfico, maquiador e músico estadunidense, famoso por sua atuação em filmes como Hurt Locker, Dahmer, Mission: Impossible – Ghost Protocol, The Bourne Legacy, The Town e American Hustle. Renner também é conhecido por interpretar o personagem da Marvel Clint Barton, o heroi conhecido como Gavião Arqueiro nos filmes Thor, The Avengers, Avengers: Age of Ultron, Avengers: Endgame e Hawkeye (série), todos do Universo Cinematográfico da Marvel, também interpretou Ian Donnelly no filme Arrival (A Chegada) em 2016, dirigido por Denis Villeneuve. Renner também já foi duas vezes indicado ao Óscar, pelas atuações em The Hurt Locker e The Town.

## Biografia
Renner nasceu em Modesto, Califórnia, filho de Valerie Cearley (Tague) e Lee Renner, que gerenciou McHenry Bowl, um boliche de Modesto, na década de 1980. Seus pais casaram-se quando adolescentes e se divorciaram quando ele tinha dez anos. Ele é o mais velho de sete irmãos, sendo duas irmãs e quatro irmãos. Sua ascendência inclui alemão, inglês, escocês, sueco, irlandês e panamenho.
Formou-se na Escola Secundária Fred C. Beyer em Modesto em 1989. Ele participou do Modesto Junior College, onde estudou ciências da computação e criminologia, antes de tomar uma aula de teatro como eletivo e decidiu buscar a atuação.

## Vida pessoal
Em 2014, Renner casou-se com a modelo canadense Sonni Pacheco, com quem tem uma filha, conhecida como Ava Renner, nascida em 2013. No final de 2014 eles se divorciaram. O ator vive no Condado de Washoe, em Reno, Nevada,
Renner é torcedor do San Francisco 49ers, e chegou a narrar o episódio A Tale of Two Cities, da série de documentários The Timeline, produzida pela NFL Network. O episódio narra a história da rivalidade do San Francisco 49ers com o Dallas Cowboys.

### Acidente com um limpa-neve
Em 1 de janeiro de 2023, Renner sofreu um sério acidente quando operava um limpa-neve, ao tentar desobstruir a casa na propriedade da família em Reno, Nevada, atingida por uma forte tempestade de neve. O veículo rolou sobre ele, provocando uma forte hemorragia em uma das pernas, além de um trauma torácico. Conduzido para um hospital, o ator foi submetido a cirurgias e seu estado foi considerado "crítico, porém estável". Depois de investigações preliminares, o xerife do Condado de Washoe declarou que Renner não estava no assento do operador quando o veículo tombou sobre ele, e que ainda tentou subir de volta no equipamento, quando houve o acidente. Renner, supostamente, tentava remover um carro que havia ficado preso na neve perto de sua casa e já havia tido sucesso. Naquele momento o carro estava sendo conduzido por um membro da família, que depois apurou-se ser seu sobrinho. Segundo o xerife, quando o ator desceu do equipamento, este começou a deslizar. O que se confirmou foi que os vizinhos de Renner o ajudaram com toalhas até que os socorristas chegassem ao local. O ator permaneceu internado por mais de quinze dias, tendo alta médica depois desse período, para continuar em sua casa o tratamento e fisioterapia. O relatório final do xerife de Nevada concluiu que Renner utilizou o equipamento para rebocar uma caminhonete, na qual estava seu sobrinho e havia descido sem acionar o freio de emergência. Naquele momento, o limpa-neve começou a deslizar lateralmente. Ao tentar impedir que o equipamento atingisse a caminhonete, acabou por ser atingido pela máquina.

## Carreira

### Primeiros trabalhos
A estreia no cinema de Renner ocorreu em 1995, quando ele interpretou um estudante de baixo desempenho na comédia Heróis por Acaso. Embora o filme tenha sido criticado, ele passou a ser ator convidado em dois programas de TV, Deadly Games (1995) e Strange Luck (1996) e teve um papel menor no filme de televisão Juventude Roubada (1996) como amigo do personagem de Brian Austin Green. Nos anos seguintes, Renner teve papéis de convidado em Zoe, Duncan, Jack e Jane (1999), The Net (1999), The Time of Your Life (1999) e Angel (2000). Renner também teve um pequeno papel em um episódio de CSI: Investigação Criminal em 2001. Entre os papéis de atuação, Renner também trabalhou como maquiador como uma renda extra.

### Primeiros sucessos: 2002-2008
Em 2002, Renner teve um papel proeminente no filme Dahmer interpretando o assassino em série Jeffrey Dahmer. Ele achou o papel um desafio para enfrentar depois que ele tinha acabado de filmar por ver como facilmente Dahmer aproveitou de suas vítimas Seu desempenho foi bem recebido, e ele ganhou uma indicação para o Independent Spirit Award de Melhor Ator Masculino. Ele também apareceu no vídeo da cantora Pink em 2003 na música "Trouble" como Bad Boy Sheriff. Renner passou a aparecer em S.W.A.T. - Comando Especial. Como o ex-parceiro policial do personagem de Colin Farrell em 2003 e Maldito Coração em 2004.
Em 2005, Renner estrelou com Julia Stiles e Forest Whitaker em A Little Trip to Heaven e com papéis em Terra Fria (2005) e 12 Anos e Pouca Ilusão. Ele estrelou como um skinhead neonazista que é admitido em um hospital psiquiátrico em Neo Ned com a atriz Gabrielle Union. O filme ganhou todos os prêmios que foi nomeado em festivais, incluindo o Palm Beach International Film Festival Award de Melhor Ator. Renner também teve um papel pequeno (embora não creditado) no filme Os Reis de Dogtown como o gerente de Emile Hirsch. Em 2006 estrelou com Ginnifer Goodwin em Love Comes to the Executioner.

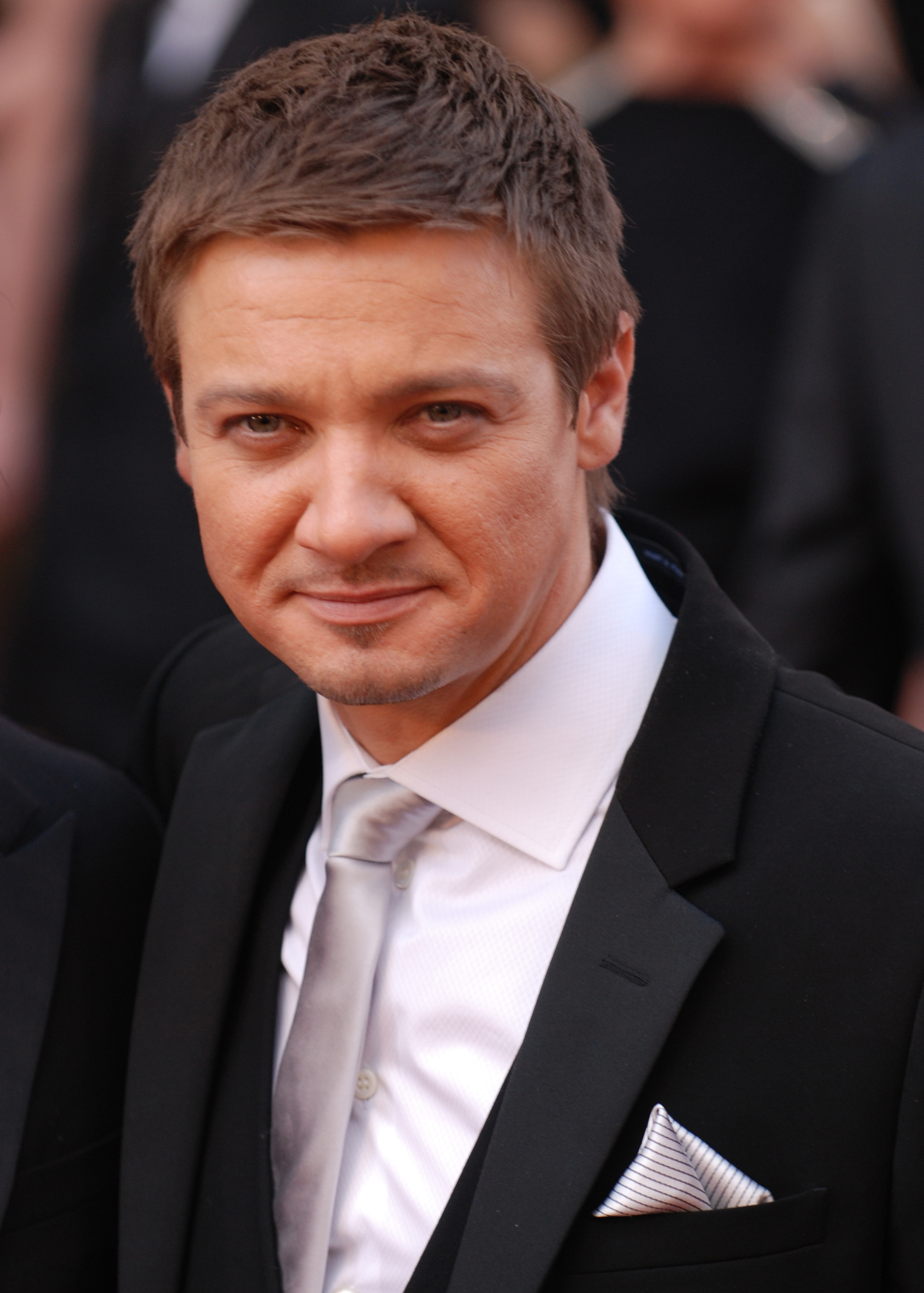
Renner na cerimonia do Oscar em 2010

Renner teve papéis de apoio em 2007 no aclamado pela crítica O assassinato de Jesse James pelo Coward Robert Ford como Wood Hite, o primo do fora da lei Jesse James retratado por Brad Pitt, e como Sargento Doyle em Extermínio 2. Ele apareceu ao lado de Minnie Driver em Trágico Acaso e convidado a estrelar como um paciente em um episódio de House. M.D. como um músico de rock imprudente. Renner teve um papel no piloto de The Oaks, mas a série foi cancelada.

### Reconhecimento: 2009-presente
Depois de estrelar com Dallas Roberts no drama de comédia Golpe de Gênio e estrelar a curta-metragem de televisão The Unusuals, Renner continuou a alcançar o sucesso crítico para seu retrato do especialista em descarte de bombas, o sargento William James no filme de guerra de 2008, Guerra ao Terror, dirigido por Kathryn Bigelow. O papel ganhou vários prêmios na categoria de Melhor Ator, além de sua primeira indicação ao Oscar. Também uma indicação ao Prêmio do Sindicato dos Atores.
Em 2010, o desempenho de Renner em Atração Perigosa de Ben Affleck ao lado de Jon Hamm, Blake Lively, Slaine e de Michael Yebba obteve excelentes elogios e sua segunda indicação ao Oscar por Melhor Ator Coadjuvante. Ele também ganhou sua primeira indicação ao Globo de Ouro de Melhor Ator Coadjuvante e sua segunda indicação ao Sindicato dos Atores.. O Hollywood Reporter nomeou Renner como um dos jovens atores do sexo masculino que estão "empurrando - ou sendo empurrado" para assumir Hollywood como a nova "A-List". 
Em 2011, Renner teve uma aparência de cameo não creditado como Gavião Arqueiro em Thor para familiaridade com seu personagem para The Avengers, que foi lançado em maio de 2012. Em dezembro de 2011, estrelou ao lado de Tom Cruise em Mission: Impossible – Ghost Protocol, o quarto filme da série Missão Impossível, como William Brandt, uma nova adição à equipe de Ethan Hunt.
Renner estrelou o filme de ação de terror João e Maria: Caçadores de Bruxas (lançado em janeiro de 2013), no qual ele e Gemma Arterton interpretaram João e Maria, respectivamente. O filme em 3D foi ambientado 15 anos depois que João e Maria mataram a bruxa que os seqüestrou.

## Filmografia

### Filmes
| Ano  | Título                                                     | Personagem                             | Notas / Premiações |
| ---- | ---------------------------------------------------------- | -------------------------------------- | --- |
| 1995 | National Lampoon's Senior Trip                             | Dags                                   | |
| 1996 | Paper Dragons                                              | Jack                                   | |
| 2001 | Fish in a Barrel                                           | Remy                                   | |
| 2002 | Dahmer                                                     | Jeffrey Dahmer                         | Indicado ao Independent Spirit Award de Melhor Ator |
| 2002 | Monkey Love                                                | Dil                                    | |
| 2003 | S.W.A.T.                                                   | Brian Gamble                           | |
| 2004 | The Heart Is Deceitful Above All Things                    | Emerson                                | |
| 2005 | A Little Trip to Heaven                                    | Fred                                   | |
| 2005 | North Country                                              | Bobby Sharp                            | |
| 2005 | 12 and Holding                                             | Gus Maitland                           | |
| 2005 | Neo Ned                                                    | Ned                                    | Palm Beach International Film Award de Melhor Ator |
| 2005 | Os Reis de Dogtown                                         | Jay Adams Manager                      | Não Creditado |
| 2006 | Love Comes to the Executioner                              | Chick Prigusivac                       | |
| 2007 | The Assassination of Jesse James by the Coward Robert Ford | Wood Hite                              | |
| 2007 | 28 Weeks Later                                             | Sargento Doyle                         | |
| 2007 | Take                                                       | Saul                                   | |
| 2008 | The Hurt Locker                                            | Sargento William James                 | Indicado ao Oscar 2010 de melhor ator Indicado ao BAFTA de melhor ator Indicado ao SAG Awards de melhor ator                                             |
| 2009 | Ingenious                                                  | Sam                                    | |
| 2010 | The Town                                                   | Jem Coughlin                           | Indicado ao Oscar 2011 de melhor ator coadjuvante Indicado ao Globo de Ouro de melhor ator coadjuvante Indicado ao SAG Awards de melhor ator coadjuvante |
| 2011 | Mission: Impossible – Ghost Protocol                       | William Brandt                         | |
| 2011 | Thor                                                       | Clint Barton / Gavião Arqueiro         | Não-creditado |
| 2012 | The Avengers                                               | Clint Barton / Gavião Arqueiro         | |
| 2012 | The Bourne Legacy                                          | Aaron Cross                            | |
| 2013 | Hansel and Gretel: Witch Hunters                           | João                                   | |
| 2013 | American Hustle                                            | Prefeito Carmine Polito                | |
| 2013 | The Immigrant                                              | Orlando the Magician / Emil            | |
| 2014 | Kill the Messenger                                         | Gary Webb                              | Produção |
| 2015 | Mission: Impossible – Rogue Nation                         | Willian Brandt                         | |
| 2015 | Avengers: Age of Ultron                                    | Clint Barton / Gavião Arqueiro         | |
| 2016 | Captain America: Civil War                                 | Clint Barton / Gavião Arqueiro         | |
| 2016 | Chegada                                                    | Ian Donnelly                           | |
| 2017 | Wind River                                                 | Cory Lambert                           | |
| 2017 | The House                                                  | Tommy Papouli                          | Aparição |
| 2018 | Tag                                                        | Jerry Pierce                           | |
| 2019 | Avengers: Endgame                                          | Clint Barton / Ronin / Gavião Arqueiro | |
| 2019 | Arctic Dogs                                                | Swifty                                 | Voz |
| 2021 | Black Widow                                                | Clint Barton / Gavião Arqueiro         | Voz, Não-creditado |

### Televisão
| Ano             | Título                         | Personagem                           | Notas                                                         |
| --------------- | ------------------------------ | ------------------------------------ | ------------------------------------------------------------- |
| 1995            | Deadly Games                   | Tod                                  | Episódio: "Boss"                                              |
| 1996            | Strange Luck                   | Jojo Picard                          | Episódio: "Blinded by the Son"                                |
| 1996            | A Friend's Betrayal            | Simon                                | Tele-filme                                                    |
| 1997            | A Nightmare Come True          | Steven Zarn                          | Tele-filme                                                    |
| 1998            | To Have & to Hold              | Ted Fury                             | Não creditado[citation needed]; episódio: "Tangled Up in You" |
| 1999            | The Net                        | Ted Nida                             | Episódio: "Chem Lab"                                          |
| 1999            | Time of Your Life              | Taylor                               | Episódio: "The Time the Truth Was Told"                       |
| 2000            | Angel                          | Penn                                 | Episódio: "Somnambulist"                                      |
| 2001            | CSI: Crime Scene Investigation | Roger Jennings                       | Episódio: "Alter Boys"                                        |
| 2003            | The It Factor                  | Ele mesmo                            | Reality show                                                  |
| 2007            | House, M.D.                    | Jimmy Quidd                          | Episódio: "Games"                                             |
| 2009            | The Unusuals                   | Detetive Jason Walsh                 | 10 episódios                                                  |
| 2011            | Robot Chicken                  | Sargento William James (voz)         | Episódio: "Fool's Goldfinger"                                 |
| 2012            | Saturday Night Live            | Ele mesmo (convidado)                | Episódio: "Jeremy Renner/Maroon 5"                            |
| 2014            | The World Wars                 | Narrador (voz)                       | 3 episódios                                                   |
| 2014            | Louie                          | Jeff Davis                           | Episódio: "In the Woods"                                      |
| 2021            | What If...?                    | Clint Barton / Gavião Arqueiro (voz) | Convidado; voz                                                |
| 2021            | Hawkeye                        | Clint Barton / Gavião Arqueiro       | Papel principal                                               |
| 2021 - presente | Mayor of Kingstown             | Mike McLusky                         | Papel principal                                               |

## Discografia
Extended Plays (EPs)
- Love and Titanium (2024)

- The Medicine (2020)

Singles
- "Main Attraction" (2019)

## Prêmios e indicações
| “                                     | Não importa o que aconteça, é algo que eu vou levar comigo para o túmulo e sei que isso é algo que nunca poderão tirar de mim. | ” |
| — Jeremy sobre sua indicação ao Oscar | |   |

Renner, ao longo de sua carreira, recebeu diversas indicações a prêmios da indústria cinematográfica mundial, entre estas, duas nomeações ao Oscar, sendo a primeira na categoria Melhor Ator Principal, por The Hurt Locker – trabalho que lhe rendeu o maior número indicações – e a segunda como melhor ator coadjuvante, pela sua atuação em The Town. No geral, foram 13 prêmios conquistados, de 35 indicações recebidas.

### Oscar
| Ano  | Categoria               | Filme           | Resultado |
| ---- | ----------------------- | --------------- | --------- |
| 2010 | Melhor Ator             | The Hurt Locker | Indicado  |
| 2011 | Melhor Ator Coadjuvante | The Town        | Indicado  |

### Globo de Ouro
| Ano  | Categoria               | Filme    | Resultado |
| ---- | ----------------------- | -------- | --------- |
| 2011 | Melhor Ator Coadjuvante | The Town | Indicado  |

### BAFTA
| Ano  | Categoria   | Filme           | Resultado |
| ---- | ----------- | --------------- | --------- |
| 2010 | Melhor Ator | The Hurt Locker | Indicado  |

### SAG Awards
| Ano  | Categoria               | Filme           | Resultado |
| ---- | ----------------------- | --------------- | --------- |
| 2010 | Melhor Ator             | The Hurt Locker | Indicado  |
| 2010 | Melhor Elenco           | The Hurt Locker | Indicado  |
| 2011 | Melhor Ator Coadjuvante | The Town        | Indicado  |
| 2014 | Melhor Elenco           | American Hustle | Venceu    |